# Vivunkijärvi
Vivunkijärvi är en sjö i Kiruna kommun i Lappland och ingår i Torneälvens huvudavrinningsområde. Sjön är 4,2 meter djup, har en yta på 0,332 kvadratkilometer och befinner sig 307,1 meter över havet. Vivunkijärvi ligger i Torne och Kalix älvsystem Natura 2000-område. Sjön avvattnas av vattendraget Vaikkojoki.

## Delavrinningsområde
Vivunkijärvi ingår i det delavrinningsområde (753193-176833) som SMHI kallar för Utloppet av Vivunkijärvi. Medelhöjden är 314 meter över havet och ytan är 3,13 kvadratkilometer. Räknas de 7 avrinningsområdena uppströms in blir den ackumulerade arean 86,68 kvadratkilometer. Vaikkojoki som avvattnar avrinningsområdet har biflödesordning 3, vilket innebär att vattnet flödar genom totalt 3 vattendrag innan det når havet efter 328 kilometer. Avrinningsområdet består mestadels av skog (55 procent) och sankmarker (15 procent). Avrinningsområdet har 0,71 kvadratkilometer vattenytor vilket ger det en sjöprocent på 22,8 procent.